# George DiCarlo
George Thomas DiCarlo (São Petersburgo, 13 de julho de 1963) é um ex-nadador dos Estados Unidos, campeão olímpico em Los Angeles 1984.